# أورتادرق
أورتادرق هي قرية في مقاطعة مياندوآب، إيران. يقدر عدد سكانها بـ 111 نسمة بحسب إحصاء 2016.